# Ейль
Ейль (сом. Eeyl) — місто на узбережжі Індійського океану в Сомалі.

## Загальні відомості
Розташований на східному узбережжі провінції Нугаль, нині входить до невизнаної міжнародним співтовариством держави Пунтленд на півночі Сомалі. Поблизу міста Ейль в океан впадає річка Нугаль. Океанський порт. У місті функціонують лікарня та сім загальноосвітніх шкіл.

## Клімат
Місто знаходиться у зоні, котра характеризується кліматом тропічних пустель. Найтепліший місяць — травень із середньою температурою 30 °C (86 °F). Найхолодніший місяць — грудень, із середньою температурою 25.4 °С (77.7 °F).
| Клімат Ейля             | Клімат Ейля | Клімат Ейля | Клімат Ейля | Клімат Ейля | Клімат Ейля | Клімат Ейля | Клімат Ейля | Клімат Ейля | Клімат Ейля | Клімат Ейля | Клімат Ейля | Клімат Ейля | Клімат Ейля |
| Показник                | Січ.        | Лют.        | Бер.        | Квіт.       | Трав.       | Черв.       | Лип.        | Серп.       | Вер.        | Жовт.       | Лист.       | Груд.       | Рік         |
| Середня температура, °C | 25,6        | 26,6        | 28          | 29,5        | 30          | 29,2        | 28,5        | 28,4        | 29,5        | 28,4        | 26,8        | 25,4        | 28          |
| Норма опадів, мм        | 5.9         | 2           | 5.3         | 17.8        | 32.2        | 3.7         | 0.1         | 0.9         | 3.5         | 28.8        | 17.5        | 7.2         | 124.9       |
| Днів з опадами          | 1,7         | 1,2         | 1,4         | 3,4         | 4,2         | 6,7         | 9,2         | 6,8         | 4,3         | 2,8         | 2,6         | 2,5         | 46,8        |
| Вологість повітря, %    | 71          | 75.4        | 76.3        | 79.9        | 78.5        | 72.1        | 66.7        | 67.2        | 73.7        | 76.3        | 77.3        | 77          | 74.3        |
| ----------------------- | ----------- | ----------- | ----------- | ----------- | ----------- | ----------- | ----------- | ----------- | ----------- | ----------- | ----------- | ----------- | ----------- |
| Джерело: Weatherbase    |             |             |             |             |             |             |             |             |             |             |             |             |             |

## Історія
На початку XX століття в районі міста Ейль відбувалися кровопролитні бої між місцевими ісламськими загонами під командуванням шейха Мухаммеда Абдулли Хассана (Божевільний мулла, Mad Mullah , 1856-1920) та британськими військами. Після поразок, понесених сомалійцями в 1903 - початку 1904 року шейх Хассан разом з 700 воїнами сховався від переслідували його англійців в приморському, добре укріпленому з боку суші Ейлі (тоді місто називалося Ілліг). 21 квітня 1904 англійці висадили біля Ейля з трьох військових судів морський десант у складі більш ніж 500 осіб, і охопили Ейль з півдня фронтом шириною в 1,2 кілометри. Після нетривалого бою збройні дервіші шейха Хассана були звернені у втечу, залишивши на полі бою 58 вбитих та 27 гвинтівок. Протягом наступних кількох днів британськими військами були обстежені печери уздовж узбережжя поблизу Ейля, і в них знищені залишки загону шейха Хассана. В цій останній операції взяли участь також прибули під Ейль італійські військові моряки.
У Ейлі знаходяться руїни побудованої за часів Холодної війни радянськими військовими радіолокаційної станції. Тут також можна побачити складений з кам'яних плит форт, зведений на початку XX століття шейхом Хассаном.
26 грудня 2004 року Ейль сильно постраждав від цунамі, викликаних землетрусом в акваторії Індійського океану.

## Рибальство та піратство
Багато з мешканців Ейля зайняті рибальством. Однак в останні десятиліття значну конкуренцію їм складають іспанські, влада Таїланду, китайські та російські риболовецькі судна, що займаються незаконним ловом риби в місцевих водах. Ця обставина посилюється тим, що в фактично розпаду державі Сомалі відсутні ефективно діючі прикордонні служби, які охороняють його морські кордони.
Зі скороченням реальних доходів від рибальства частина населення міста, пов'язана з океаном, зайнялася піратським промислом. Так як морські грабежі приносять відносно високі доходи, в місто почали з'їжджатися також різні авантюристи і з внутрішніх районів Сомалі, які використовують це портове місто для піратських нападів. Влада автономного держави Пунтленд, в яку в даний час офіційно входить Ейль, ситуацію з піратством практично не контролюють. Так, тільки в 2008 році поблизу узбережжя Сомалі було захоплено піратами і відведені в Ейль з метою отримання викупу 38 великих суден. Найбільш відомими є напади на фрахтери Sirius Star, Гумбольдт Каррент (Humboldt Current) та Лан Сінг (Lang Sing).